# Bicloo
Naolib Vélo anciennement Bicloo est le système de vélopartage de Nantes, mis en service le 5 mai 2008. Bicloo est la déclinaison nantaise du système Cyclocity de JCDecaux, qui en assure la gestion.

## Étymologie
Le nom Naolib évoque deux notions : « Nao comme Naoned, pour marquer l’ancrage sur le territoire, et lib pour la liberté de circuler, voyager »

## Évolution du réseau, du service et de son utilisation

### 2009
En mai 2009, le nombre d'abonnés se monte à plus de 5 400 ; cependant, les chiffres d'utilisation à l'issue de la première année d'utilisation (1700 voyages par jour en moyenne) sont inférieurs aux études préliminaires et au contrat passé entre la ville et l'exploitant.
Les remontées des usagers soulignent le manque de cohérence de l'offre, dû à son absence totale de complémentarité avec le réseau de transports en commun existant : le service Bicloo est fermé la nuit, lorsque les tramways et les autobus ne circulent plus, et les stations sont toutes localisées dans le centre-ville, où l'offre de transports est déjà abondante.
Afin d'optimiser le service, dix nouvelles stations viennent compléter, en septembre 2009, l'offre existante, en particulier sur l'Île de Nantes. Les tarifs horaires sont alors baissés, tandis que l'abonnement annuel augmente de cinq euros. Certaines stations sont déplacées pour être mieux mises en évidence.

### 2010
Le cap des 1 600 déplacements par jour, objectif initial pour la première année, est atteint au printemps 2010.

### 2011
En mai 2011, les Bicloos deviennent accessibles 24h/24.
En septembre 2011, treize nouvelles stations voient le jour et onze sont agrandies.

### 2014
Le service Bicloo propose près de 1 000 vélos pour 103 stations sur un large périmètre allant de Rezé (2 stations) et le quartier Nantes Sud (3 stations), en passant par le centre-ville et les quartiers limitrophes, jusqu'aux facultés du quartier Nantes Nord (2 stations).
Le nombre d'abonnés est supérieur à 9 354 et le système enregistre 3 000 déplacements par jour, en moyenne, avec des pointes régulières supérieures à 6 000.

### 2016
En novembre 2016, Nantes Métropole décide de rationaliser l'ensemble de ses services vélo (location, stationnement, communication) à un seul opérateur. En effet, si Bicloo est géré par JCDecaux, la location de vélos de moyenne et longue durée et le stationnement en parkings sont exploités par NGE (Nantes Gestion Équipement) et EFFIA, tandis que la location de vélos pliants et la gestion des box de stationnement sur la voie publique sont proposées par la Semitan. Une procédure de dialogue compétitif sera lancée entre les candidats intéressés. L'opérateur unique sera désigné fin 2017 pour un contrat de 10 ans. Le lancement des services sera effectif au premier semestre 2018.

### 2018

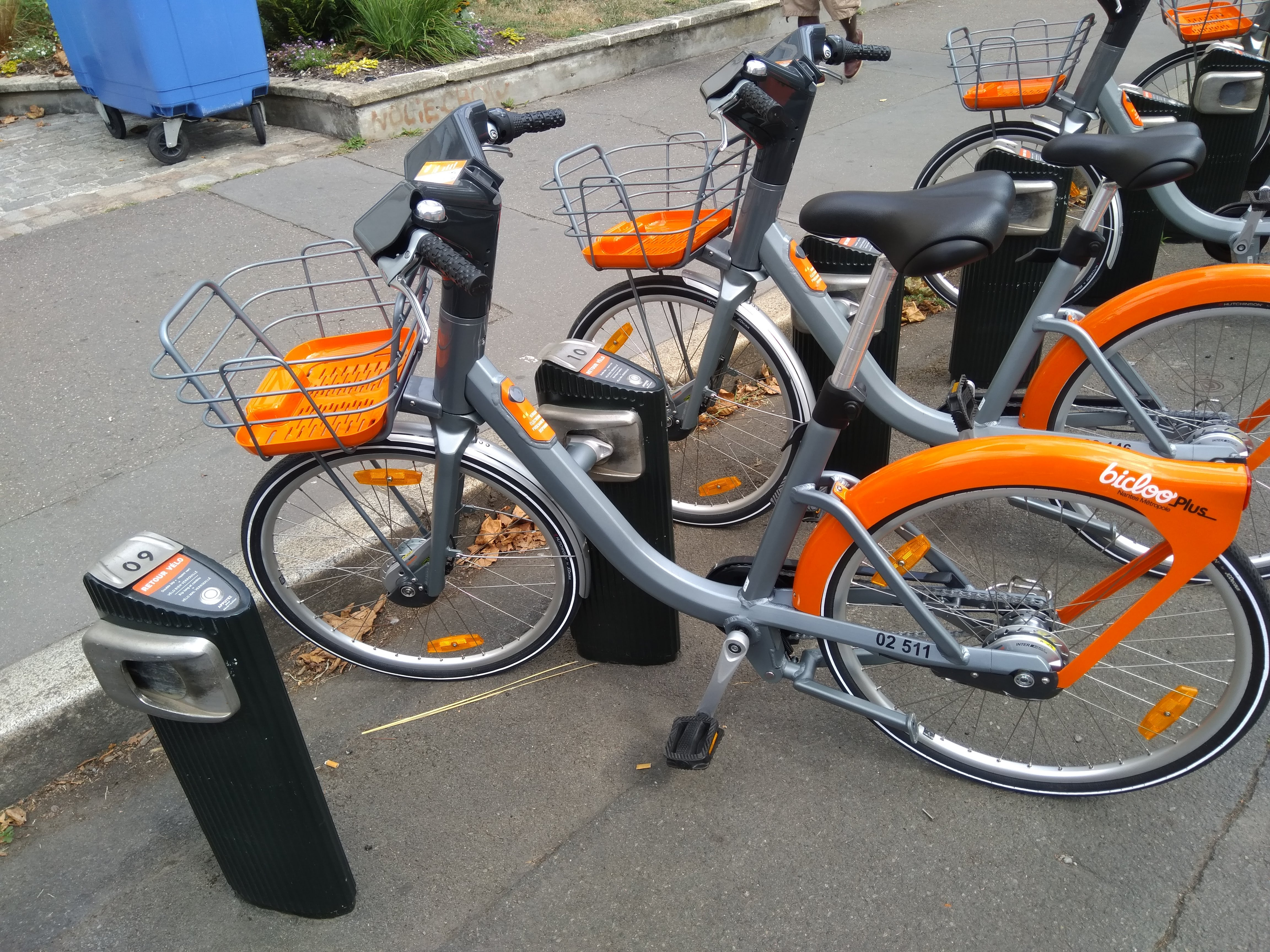
Vélo en libre service BiclooPlus à la station Manufacture à Nantes

Dans la nuit du mardi 21 au mercredi 22 août, JCDecaux effectue le renouvellement intégral du parc de Bicloo nantais : les 880 vélos de première génération ont été remplacés par 1230 vélos de seconde génération baptisés « Bicloo plus », présentant quelques améliorations par rapport à l'ancienne version : un « design contemporain », une selle « plus confortable », un cadre aluminium « plus maniable » et un poids allégé de 2,3 kg, mais aussi un panier plus grand, un dispositif anti-déraillement, un pneu arrière « increvable », un support pour fixer son smartphone au guidon, une puce intégrée envoyant des informations aux gestionnaires du service et un bouton permettant de bloquer le guidon. Les Bicloo de la première génération seront remis à neuf pour circuler sous d'autres couleurs dans d'autres villes françaises, ou réutilisés en pièces détachées.
Une vingtaine de stations supplémentaires (équipées de panneaux solaires) ont été installées courant septembre 2018.
Le 7 septembre 2018, Nantes Métropole et JCDecaux inaugurent la « maison bicloo » située dans l’immeuble Carré Feydeau, rue Léon-Maître. Il s'agit du premier espace commercial consacré à l’ensemble des services bicloo. Les habitants peuvent ainsi se renseigner auprès de conseillers sur le « biclooPlus », le vélo en location longue durée « Monbicloo » et le service de stationnement « biclooPark ». Parmi les autres services disponibles, la maison bicloo propose des tablettes en libre-service pour valider son abonnement, des vélos « Monbicloo » à tester, ainsi que des écrans digitaux diffusant de l’information vélos destinée à la communauté bicloo. De plus, l'espace dispose également d'un atelier dans lequel deux mécaniciens peuvent effectuer des réparations.

### 2023
À compter de la mi-septembre 2023, les offres de mobilité Tan, Nge parkings, bicloo, Effia seront réunies sous un même nom : Naolib. Objectif : plus de cohérence. « L’idée, c’est de mettre l’usager au centre d’un bouquet de services qui va lui permettre de se déplacer de la manière la plus efficace possible ».

## Us et coutumes autour de l'utilisation du Bicloo

### Généralité
Les abonnés permanents bénéficient d'une carte sans contact qu'il suffit de présenter à la borne pour se saisir d'un vélo.

### Cyclodispos
Afin d'améliorer le service et la régulation des vélos, des panneaux d’informations numériques baptisés « Cyclodispos », disposés à différents endroits de la ville informent l'utilisateur sur le nombre de places libres et de vélos disponibles aux stations les plus proches,

### Signalisation des dysfonctionnements
L'usage veut qu'un vélo en mauvais état, ou ne pouvant plus rouler, soit indiqué comme tel par son précédent utilisateur, à l'attention des techniciens de maintenance du réseau, en retournant la selle.

### Événements officiels

#### 2013: les cinq vélos mystères
Pour célébrer le 5e anniversaire, les Nantais sont invités à participer au concours des 5 vélos mystères qui se déroule du 15 au 20 avril 2013.
5 vélos, décorés de manière printanière, doivent être retrouvés par les participants.

#### 2014: le plus grand«biclooteur»
Pour célébrer le 6e anniversaire, les Nantais sont invités à participer au concours du plus grand « biclooteur » qui se déroule du 19 au 25 mai 2014.
Le jeu consiste à récompenser ceux font le plus grand usage de Bicloo, pour ce qui du nombre de locations

### Insolite
En 2011, des utilisateurs créent l'équipe de France de Bicloo. Ils organisent un « marathon bicloo », une randonnée qui consiste à rallier toutes les stations dans l'ordre numérique.
L'édition du « Marathon Bicloo 2012 » se déroule le 23 juin 2012, avec 7 participants (dont les 3 membres de l'Équipe de France de Bicloo -équipe organisatrice), sont au départ à la station 1 (Préfecture) pour le coup d'envoi à 8 h 15. Seuls 6 réussissent l'exploit d'atteindre la 103e en passant par toutes les stations (à l'exception de la 64, supprimée pour cause de travaux) et, cela, en 10 h 45.

## Galerie d'images

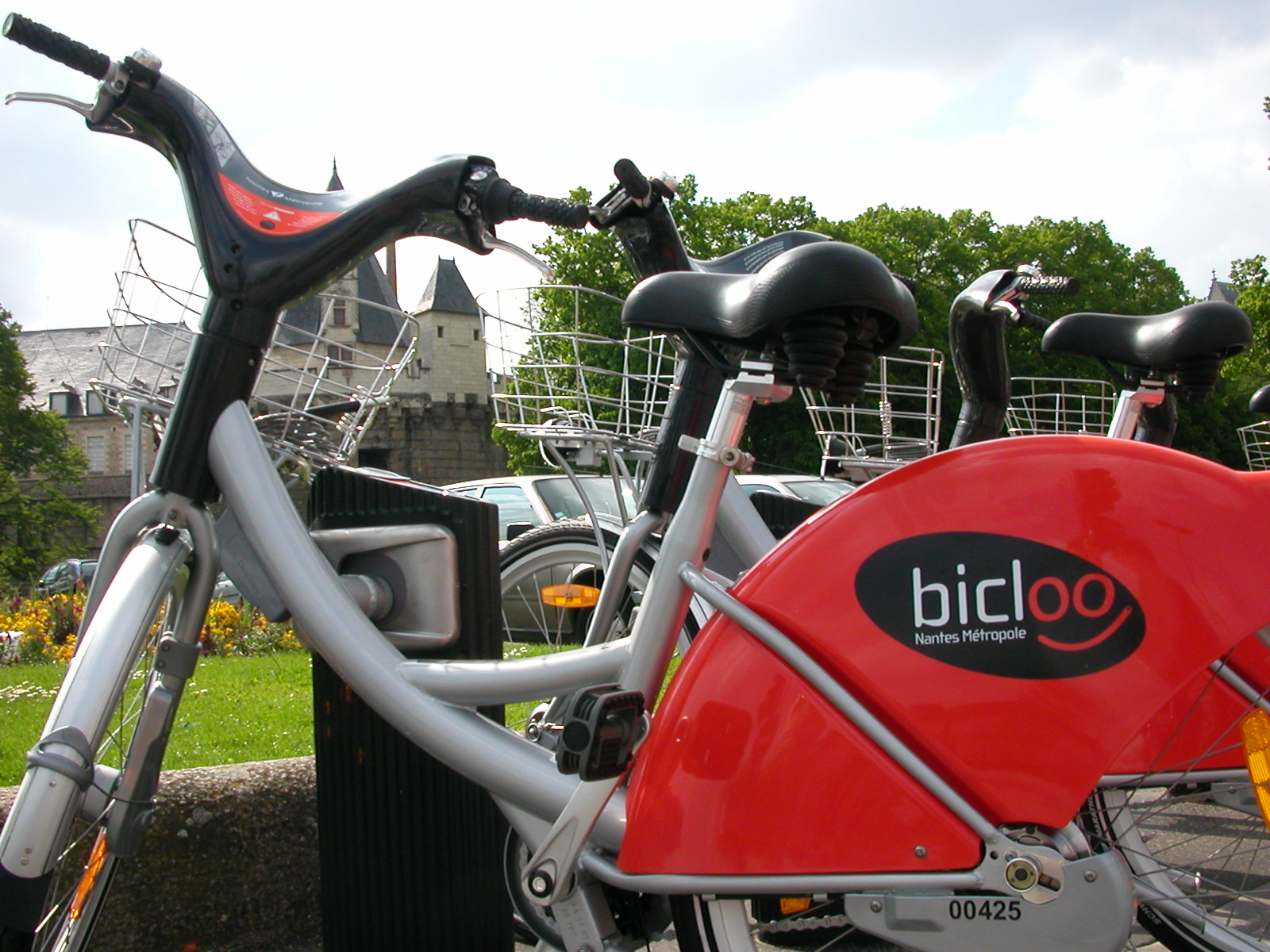
Station de Bicloo no 49, place Duchesse-Anne dans le centre ville de Nantes.
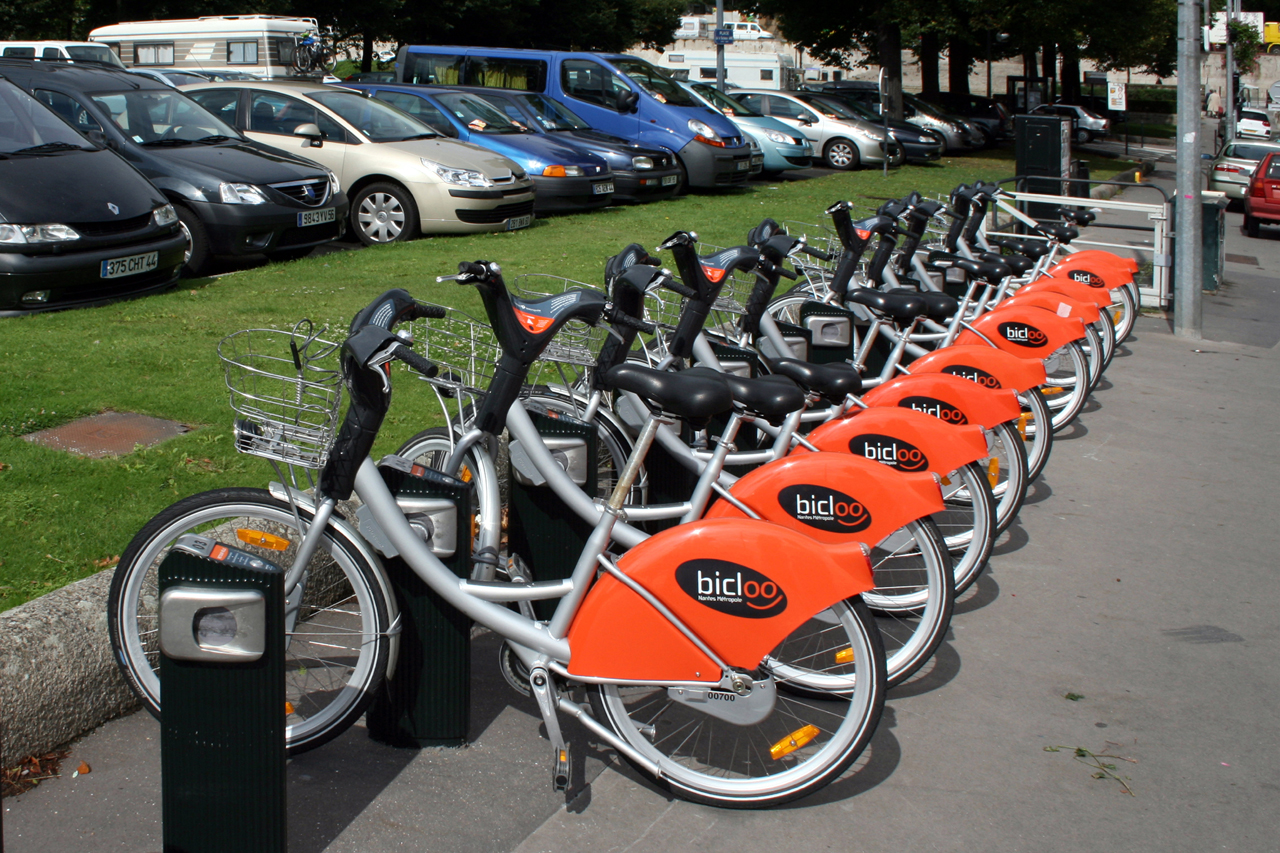
Station de Bicloo no 49, place Duchesse-Anne, à l'est du Château des ducs de Bretagne.
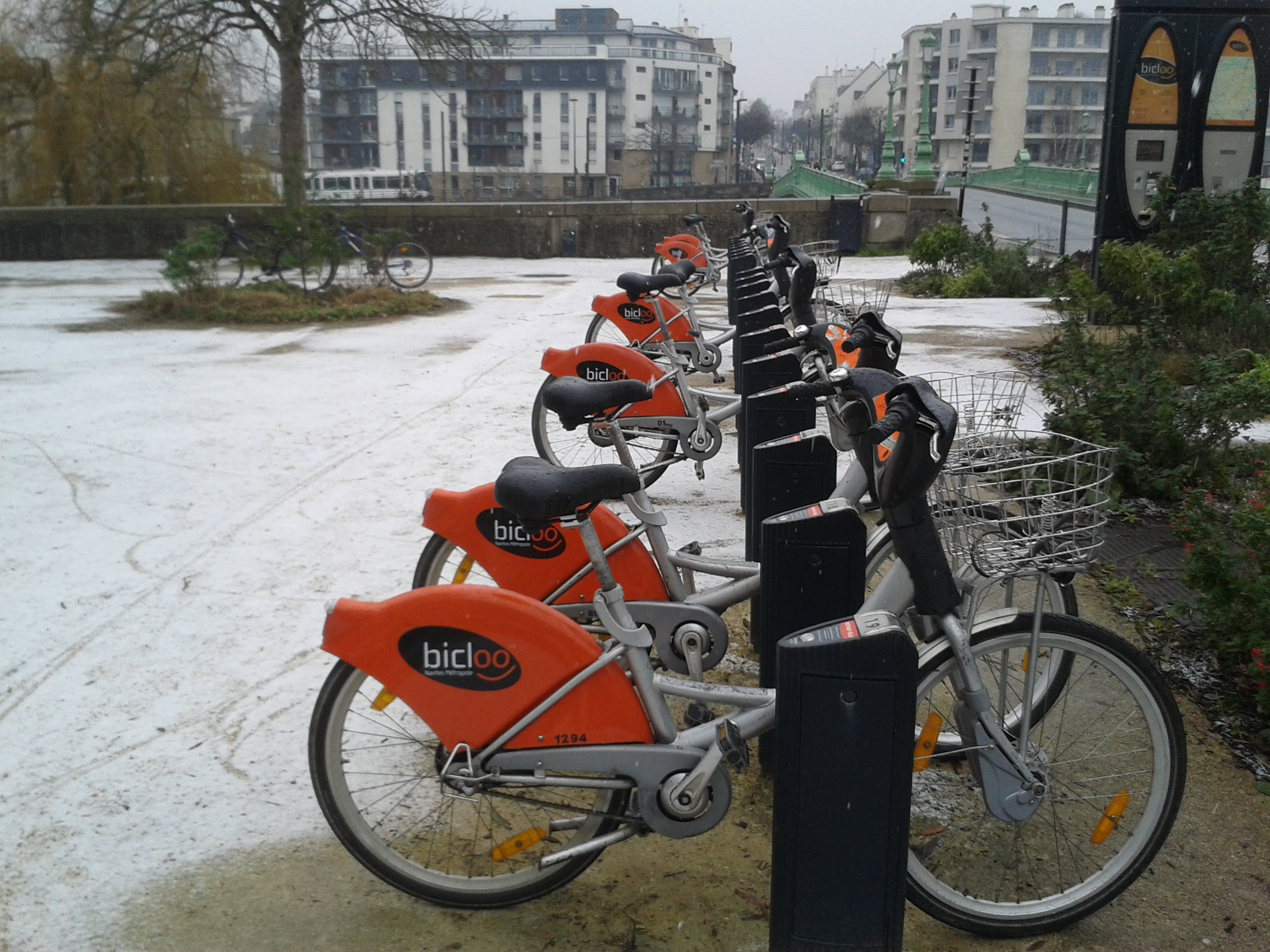
Station de Bicloo no 67, place Waldeck-Rousseau.
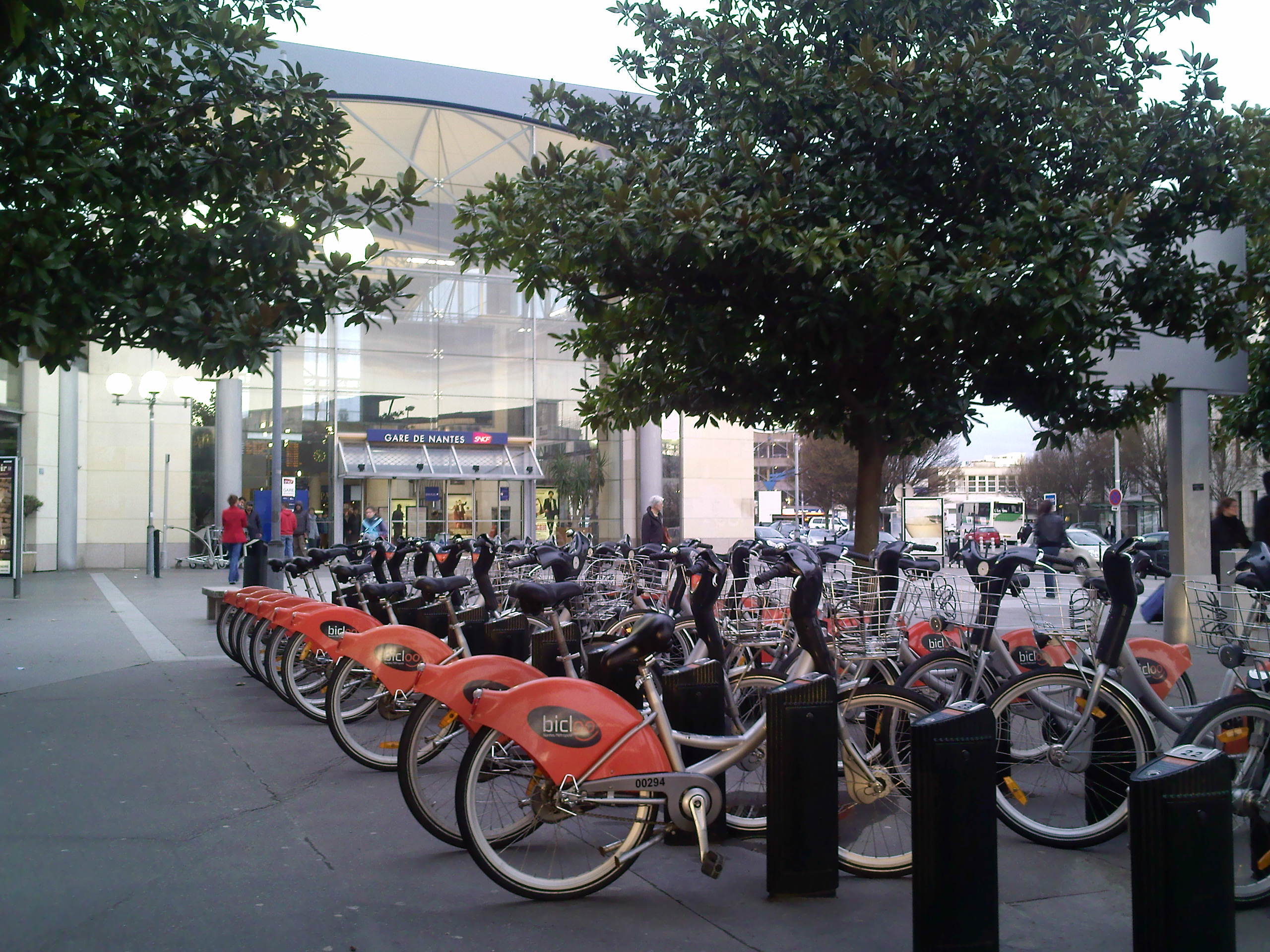
Station de Bicloo no 70, Gare Sud. Un des Bicloo a sa selle retournée (demande de maintenance).

## Tarifs
Le tarif se décompose en frais d'accès au service sous forme d'un abonnement annuel, hebdomadaire ou journalier, et en frais de location.
La carte d'abonnement pour les transports en commun de l'agglomération, baptisée Libertan, délivrée par la SEMITAN est aussi valable sur le réseau Bicloo, et permet, grâce à des tarifs préférentiels, de combiner différents modes de transport y compris le réseau d'autopartage appelé Marguerite et au service « Véloparc » de Naolib.